# Attila L. Borhidi
Attila L. Borhidi, född den 28 juni 1932 i Budapest, är en ungersk botaniker som är specialiserad på fröväxter.
Auktorsnamnet Borhidi kan användas för Attila L. Borhidi i samband med ett vetenskapligt namn inom botaniken; se Wikipediaartiklar som länkar till auktorsnamnet.